# 维利·海于根
维利·海于根（挪威語：Villy Haugen，1944年9月27日—），挪威男子速度滑冰运动员。他曾代表挪威参加1964年冬季奥林匹克运动会速度滑冰比赛，获得男子1500米铜牌。